# O Livro da Cura

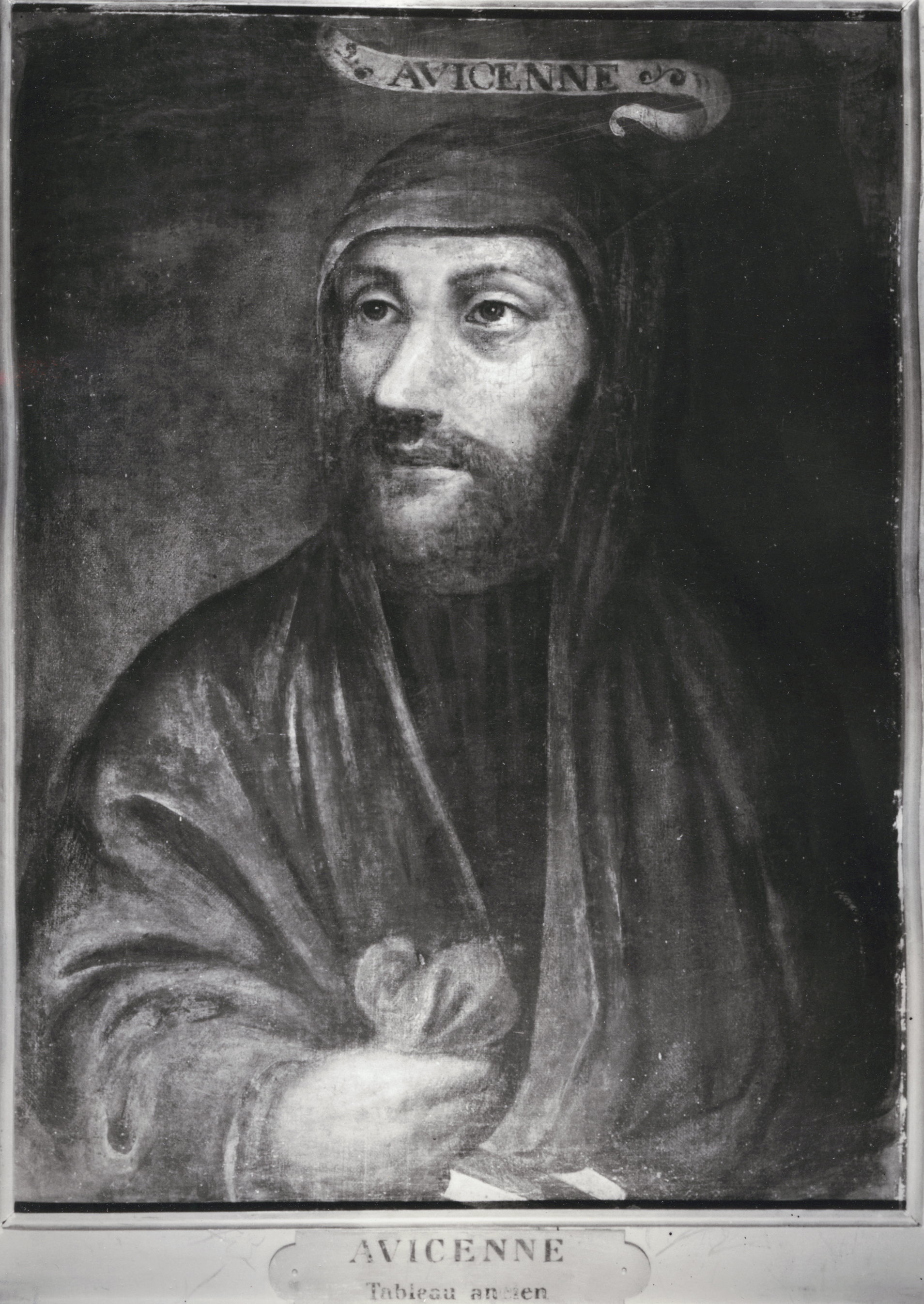
Gravura de Avicena

O Livro da Cura (em árabe: کتاب الشفاء; romaniz.: Kitab al-Shifaʾ; em latim: Sufficientia) é uma enciclopédia científica e filosófica escrita no século XI por Avicena, médico, físico, filósofo e cientista muçulmano da antiga Pérsia. Não se sabe com certeza a data da sua composição, mas acredita-se que terá sido escrito aproximadamente entre 1014 e 1020. Acredita-se também que foi escrito para servir como compêndio de todos os conhecimentos filosóficos do seu autor. Consta de quatro partes principais que tratam, em ordem e em amplo pormenor, de lógica, ciência natural, psicologia, geometria, astronomia, aritmética e música.
No século XIII apareceu uma tradução para o latim em Toledo, mas não seria senão até 1907 que apareceria outra versão em línguas europeias, esta vez em alemão. Partes do texto, notavelmente a Metafísica, foram traduzidas também para o francês, para o inglês e para o italiano. 
O texto árabe, compilado a partir de vários manuscritos de origens diversas, foi editado por vários arabistas, entre os que se destaca principalmente George Anawati, e foi publicado em vários volumes em Cairo entre 1953 e 1983.